# Qara Qoyunlu

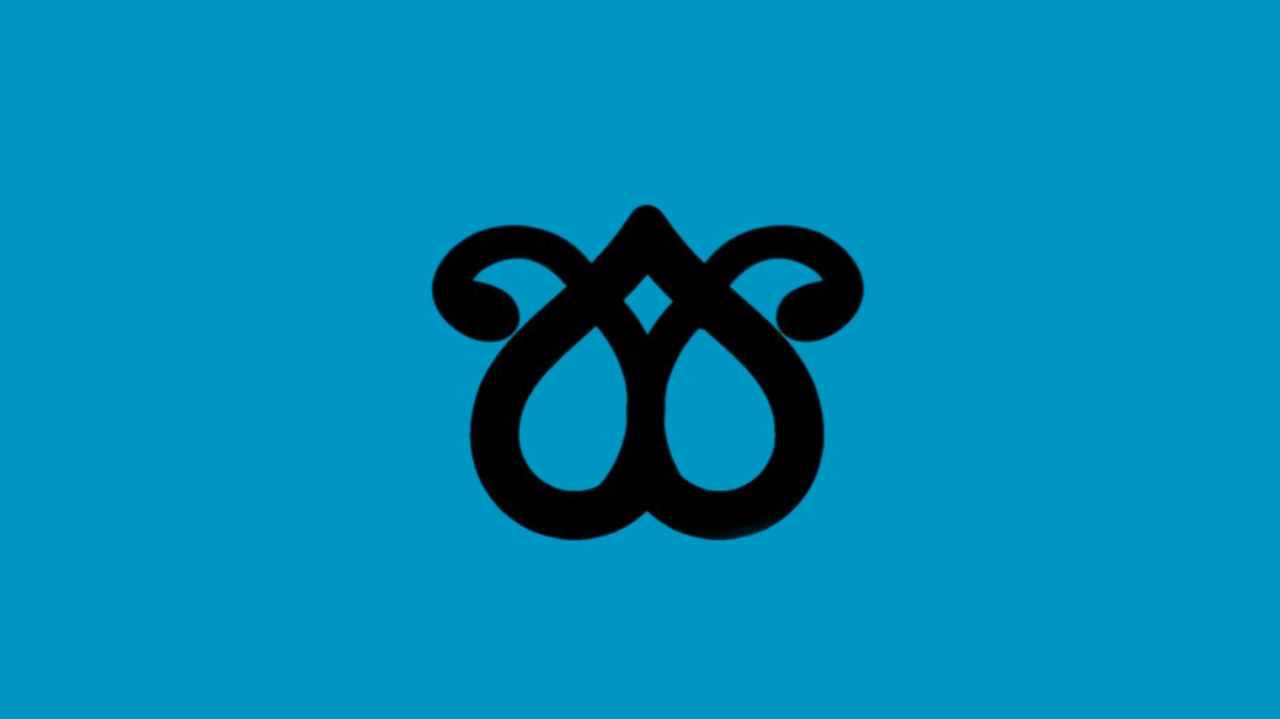
Die Flagge der Kara Koyunlu gemäß dem Buch Anadolu Beylikleri ve Akkoyunlu, Karakoyunlu Devletleri von İ.H. Uzunçarşılı von 1937.

Die Qara Qoyunlu (Aserbaidschanisch: Qaraqoyunlular, deutsch: (jene) mit schwarzen Hammeln) war eine aserbaidschanisch sprechende Turkomanen Monarchie, die von etwa 1374 bis 1468 Länder regierte, die das heutige Aserbaidschan, Georgien, Armenien, den nordwestlichen Iran, die östliche Türkei und den nordöstlichen Irak umfassten. Einige Historiker sind der Meinung, dass sie moderne Aserbaidschaner sind.

## Anfänge
Einige Forscher assoziieren den Oghuz-Dialekt von Qara-Qoyunlu mit der aserbaidschanischen Sprache. Zum Beispiel bemerkte Faruk Shumer, dass der östliche Oghuz-Dialekt von Qara-Qoyunlu heute als aserbaidschanische Sprache bezeichnet wird, und Muhsin Behramnejad nannte die aserbaidschanische Sprache eine von turkmenischen Stämmen der Qara-Qoyunlu geerbte. Sultan Qara-Qoyunlu 1435-1467 Dschahān Schāh ist der allgemein anerkannte Vertreter der aserbaidschanischen Poesie.
Der Name der Stammeskonföderation leitet sich möglicherweise vom Totemtier ab, nach anderer Meinung eher von der überwiegenden Farbe der Schafherden. Diesen Stammesstaat bildeten die Stämme Yıva, Döğer, Afşar und große Teile der anderen oghusischen Stämme.
Ihr Gebiet schloss sich im Osten an das Gebiet der Aq Qoyunlu (Diyarbakır-Distrikt) an. Das Zentrum war Argis (heute Erciş in der Provinz Van) am Van-See, nördlich reichte der Einfluss bis nach Erzurum, südlich bis nach Mosul. Die herrschende Sippe waren die Baharlu (eine Bezeichnung als Barani ist nicht eindeutig geklärt) unter Bairam Hodscha († 1380) und zwei Brüdern. Es ist ziemlich sicher, dass die Sippe mit der Ortschaft Bahar bei Hamadan zusammenhängt, wo vor dem Mongolensturm eine einflussreiche Turkmenenfamilie saß.
Der Aufstieg der Turkmenen im 14. Jahrhundert hängt mit dem Verfall jeglicher staatlichen Autorität nach dem Untergang des Ilchanats zusammen.
Im Frühjahr 1366 zog der Dschalairide Uwais (reg. 1356–1374) gegen Bairam Hoga und schlug ihn bei Muş. Danach stand Bairam Hodscha unter der Oberhoheit der Dschalairiden, verstand es aber bis zu seinem Tod 1380, Argis, Mosul, Singar und einige Plätze in Transkaukasien an sich zu bringen. Deswegen zog Uwais Nachfolger Husain (reg. 1374–1382) 1376 wieder gegen Bairam Hodscha zu Felde, der aus dem Raum Erzurum ostwärts vorrückte.

## Aufstieg und Auseinandersetzung mit den Timuriden

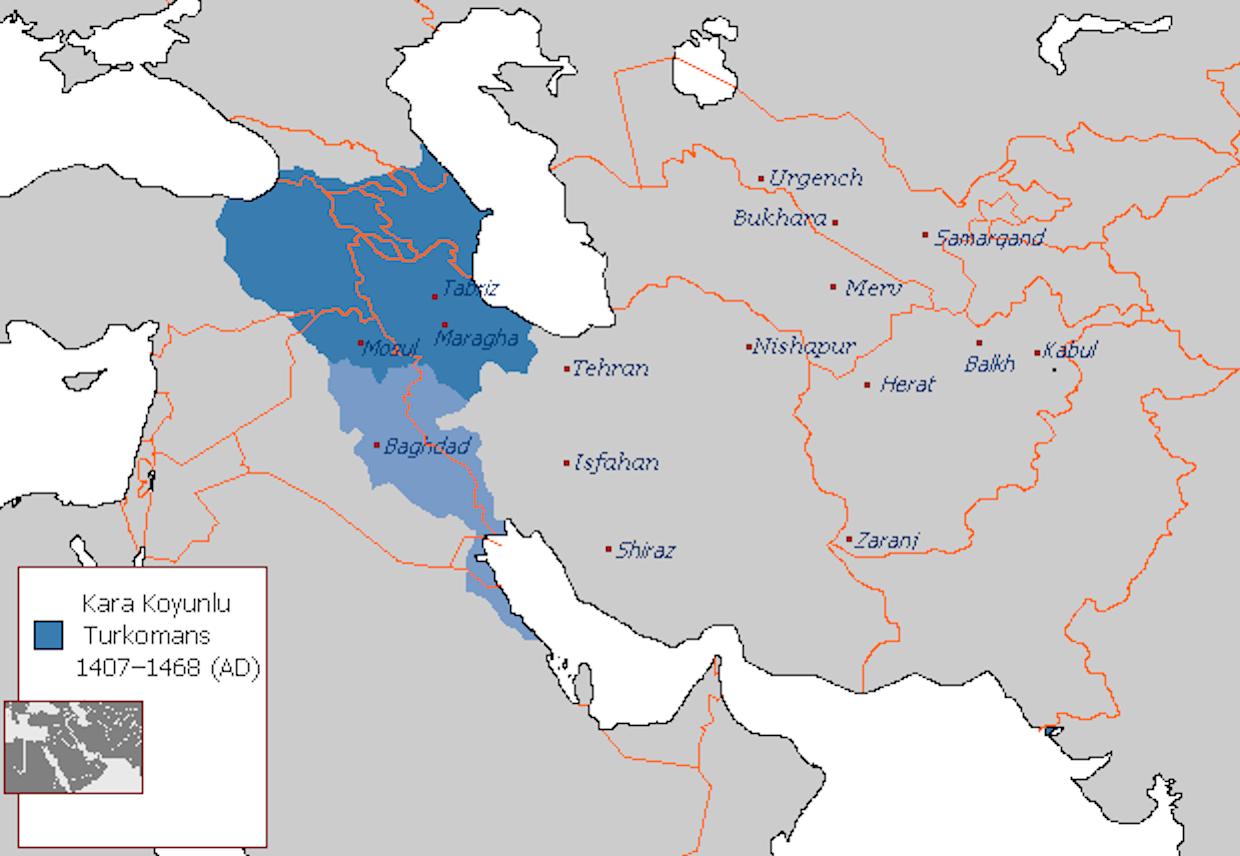
Das Reich der Qara Qoyunlu zwischen 1407 und 1468. Der hellere Bereich war nur kurz unterworfen worden und ging dann wieder verloren.

Bairam Hodschas Nachfolger wurde sein Sohn oder Neffe Qara Muhammad (reg. 1380–1389). Qara Muhammad war nach gewöhnlicher Betrachtung der Begründer der Qara-Qoyunlu-Macht. Er verdrängte andere Turkmenen: den Stamm der Döğer unter Salim, die Ortoqiden in Mardin und auch die Aq Qoyunlu. Ernsthafte Gefahr nahte, als der Eroberer Timur Lenk 1386 den Westiran eroberte und anschließend die Turkmenen bedrohte. Qara Muhammad besetzte Täbris und fiel im Frühjahr 1389 im Kampf mit Rivalen.
Qara Muhammads Sohn Qara Yūsuf (reg. 1389–1420) floh vor Timur Lenk zu den Osmanen Bayezids I. Seine Aufnahme hat die Beziehungen zwischen Timur Lenk und den Osmanen negativ beeinflusst und war ein Vorwand der Schlacht bei Ankara (1402). Im gleichen Jahr kehrte Qara Yūsuf zurück und floh anschließend nach Syrien, wo er festgesetzt und wegen seiner früheren Überfälle beinahe hingerichtet wurde. Erst mit Timurs Tod 1405 endete seine Verfolgung.

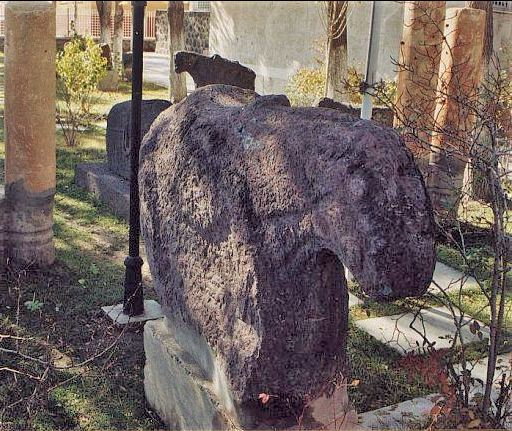
Ein Grabstein in Form eines Widders in Iğdır

In den Folgejahren nahm sein persönlicher Anhang schnell wieder zu und so konnte er sich 1408 bei Täbris gegen die Timuridenprinzen Westirans (Mīrān Schāh und Sohn Aba Bekr) durchsetzen. Die Beziehungen zum Dschalairiden Ahmad (reg. 1382–1410) waren zunächst friedlich, da beide Herrscher bedroht, zeitweise gemeinsam gefangen gesetzt und somit gezwungen waren, ihre Interessen gegeneinander abzustecken. Demzufolge war Mesopotamien das Interessengebiet Ahmads und Aserbaidschan das von Qara Yūsuf. Ahmad brach die Vereinbarung und rückte nach Täbris vor, wurde jedoch geschlagen und hingerichtet. Im Folgejahr 1411 konnte Qara Yūsufs Sohn Muhammad Bagdad erobern und sich dort unter der Oberhoheit seines Vaters einrichten.
Schließlich wurde Qara Yūsufs Machtzuwachs auf Kosten der Timuridenprinzen deren Oberhaupt Schāh Ruch (reg. 1407–1447) zu viel; er zog gegen ihn zu Felde. Kurz vor der Auseinandersetzung starb der todkranke Qara Yūsuf (1420) und seine uneinigen Nachkommen waren der timuridischen Politik nicht gewachsen. Die Timuriden griffen dreimal erfolgreich an und begünstigten die inneren Auseinandersetzungen, so dass Qara Iskander (reg. 1420–1435; † 1438) den Staat nur einigermaßen zusammenhalten konnte. Schāh Ruch setzte Abu Saʿīd als Herrscher in Täbris ein; dieser wurde jedoch von Qara Iskander geschlagen (1429/31). Danach brachte Schāh Ruch 1434/5 Dschahān Schāh (reg. 1435–1467) an die Macht, der den Staat wieder einigen und den Besitzstand des Hauses noch einmal vermehren konnte.

## Dschahān Schāh
Unter Dschahān Schāh erreichte das Reich seinen Höhepunkt. Mit dem Tod Schāh Ruchs 1447 konnte er die Oberhoheit der Timuriden endgültig abschütteln und um 1452 weite Teile des Iran erobern. Mit Herat fiel 1458 sogar kurzzeitig die Hauptstadt der Timuriden in Chorasan in seine Hände.
Dschahān Schāh wird meistens als habgieriger Tyrann beschrieben, unzuverlässig, böse und unerbittlich. Grausamkeiten und Ausschweifungen (z. B. Opiumrausch) aller Art kommen hinzu. Vor dem Hintergrund sind auch die Auseinandersetzungen mit seinen Söhnen zu sehen, von denen Hasan ʿAlī aus dem Gefängnis in Maku floh und einen Aufstand anzettelte, als Dschahān Schāh gerade die Timuridenhauptstadt Herat erobert hatte (1458). Ein anderer Sohn, Pīr Budaq rebellierte 1466 in Bagdad und wurde erst nach langer Belagerung umgebracht. Dschahān Schāh unterscheidet sich allerdings von seinen Vorgängern durch kulturelle Verdienste, z. B. ist die Blaue Moschee in Täbris von ihm erhalten, ebenso eine literarische Sammlung, die auf eine gewisse Bildung schließen lässt. Auch ist fraglich, ob das negative Bild von Dschahān Schāh überzeichnet ist, da ausgerechnet der Hofchronist der Timuriden dessen fürsorgliche und gerechte Regierung in Täbris lobt.
Der alternde „Sultan und Chāqān“ konnte die Aq Qoyunlu Uzun Hasans nicht besiegen: seine Truppen waren in die Flucht geschlagen worden, als sie Uzun Hasans Thronbesteigung verhindern wollten. Uzun Hasan sah sich zwar wie sein Bruder vor ihm zu unterwürfigen Formulierungen an die Adresse des weitaus mächtigeren Dschahān Schāh gezwungen, hatte aber letztlich mehr Erfolg: In einem plötzlichen Überfall zwang er den leichtsinnig operierenden Dschahān Schāh zur Flucht, auf der dieser ermordet wurde (November 1467). Dschahān Schāh hatte anscheinend gegen Uzun Hasan ziehen wollen, aber den Feldzug wegen des frühen Wintereinbruchs abgebrochen und zu sorglos den Heimweg angetreten.
Danach wurden Dschahān Schāhs Söhne Hasan ʿAlī und Abū Yūsuf von den Aq Qoyunlu abgesetzt. Uzun Hasan besiegte den Timuridenherrscher Abū Saʿīd, der zu deren Gunsten heraneilte (1469). Die Schwarzen Hammel bildeten nun eine besondere Abteilung im neuen „Weiß-Hammel-Staat“.

## Herrscherliste
1. Bairam Hodscha (reg. ca. 1366–1380)
2. Qara Muhammad (reg. 1380–1389)
3. Qara Yūsuf (reg. 1389–1420)
4. Qara Iskander (reg. 1420–1435; † 1438)
5. Dschahān Schāh (reg. 1435–1467)
6. Hasan ʿAlī und Abū Yūsuf (reg. 1468–1469)